# چالمه‌کندی
چالمه‌کندی روستایی است که در استان اردبیل، شهرستان بیله‌سوار، بخش قشلاق‌دشت، دهستان قشلاق شرقی قرار دارد.

## جمعیت
بر اساس سرشماری سال ۱۳۸۵ جمعیت این روستا ۷۳۴ نفر با ۱۴۰ خانوار بوده‌است.